# Tylomischus flavitibiae
Tylomischus flavitibiae är en stekelart som beskrevs av De Santis 1972. Tylomischus flavitibiae ingår i släktet Tylomischus och familjen finglanssteklar. Inga underarter finns listade i Catalogue of Life.